# مطار قرجيطة
مطار قرجيطة (إياتا: LCG، إيكاو: LECO)،أو مطار سانتياغو دي كومبوستيلا سابقًا، هو مطار يخدم مدينة الجاليكية في شمال غرب اسبانيا. ويقع المطار في بلدية كوليريدو، ويبعد حوالي 7 كيلومترات ( 4.3 ميل) عن وسط المدينة. وهو جزء من شبكة من المطارات التي تديرها أينا، وهي شركة مملوكة للدولة الإسبانية المسؤولة عن إدارة المطارات.

## مراقبة الحركة الجوية
يتم توفير مراقبة الحركة الجوية عبر النظام الذي كتبه فيروناتس في عام 2014، والذي استخدم ل 988،834 راكبا في المطار

## الحوادث والوقائع
في 16 آب عام 1973، تحطمت طائرة أثناء محاولتها الهبوط في المطار، وكان 85 شخصا على متنها ماتوا وشخص واحد نجا

## شركات الطيران والوجهات
| شركـات طيـران        | الوجهات                                                   |
| -------------------- | --------------------------------------------------------- |
| طيران أوروبا         | مطار مدريد باراخاس الدولي                                 |
| بينتر كنارياس        | مطار غران كناريا                                          |
| إيزي جيت             | موسمي: مطار جنيف الدولي، مطار مالبينسا                    |
| أيبيريا (شركة طيران) | مطار مدريد باراخاس الدولي                                 |
| فولوتيا              | مطار بلباو، مطار مالقة الدولي، مطار بلنسية موسمي: Menorca |
| خطوط فيولينغ الجوية  | مطار برشلونة الدولي، مطار غاتويك                          |